# 周達観
周 達觀（しゅう たっかん、1270年ころ - ?）は、元の皇帝・成宗（テムル）の時代の中国人外交官。当時のカンボジアにあったクメール王朝の習慣について書き記した著作『真臘風土記』によって、またその滞在の際にアンコールの寺院群を訪問したことで知られている。周がアンコールに到着したのは、元貞2年（1296年）8月であり、そのまま大徳元年（1297年）7月までインドラヴァルマン3世の宮廷に滞在した。彼は、中国の王朝がクメール王朝に派遣した最初の使節でも、最後の使節でもなかった。しかし、彼の滞在は、帰国後にアンコールにおける生活の詳細な報告『真臘風土記』が著されたという点で特別なものとなった。彼の記述は、かつてのアンコールやクメール王国を理解する最も重要な資料のひとつとなっている。バイヨン（バヨン）、バプーオン、アンコール・ワットやその他の大寺院の描写とともに、その記述にはアンコールの住民たちの日常生活や習慣についての重要な情報が盛り込まれている。

## 生涯
周は、現代の温州市の当時における名称のひとつである永嘉の生まれであった。他の著作においては、周建觀、周達可といった名も用いていた。晩年には、草庭逸民と号した。

### カンボジアへの派遣
元貞2年（1296年）、元の成宗（テムル）が正式な使節団をクメール朝に送ったとき、周はその一員となった。ただし、中国の公式記録には彼の名への言及はない。同年2月20日、周は、現代の寧波市にあたる浙江省明州を出帆し、羅針盤を備えた船で福州、広州、泉州（刺桐）、海南島、七洲洋、交趾（現在のベトナム）沿岸を経て、占城と呼ばれていたチャンパ王国（現在のクイニョン）にたどり着いた。そこから再び出帆した船は、ゼンプ（現在のベトナム南部のバリア）を経て、コンダオ諸島を通り、そこから北へ進んでメコン川を遡行してトンレサップ川に入り、カンボジアの町カンポン・チュナンに達し、そこで小さな船に乗り換え、さらに12日トンレサップ湖を遡行して、カンボジアの首都であったヤショダラプラ（アンコール・トム）に8月に到着した。
外交使節の一員として、周は王宮も訪れたが、内廷には入っていない。周は宮殿や寺院の様子を記述し、都の内外の建物についても言及を残した。周は、パレードや儀式を観察しただけでなく、人々の日常生活についても記述を残し、また、都を出て、田舎にも足を伸ばした。周は、カンボジア滞在中の大部分の間、アンコール・トムの北門に近い家に住んでいた。
カンボジアに11ヶ月滞在した周は、大徳元年（1297年）7月に帰路に着いた。帰国後、15年以内に『真臘風土記』を書いたとされるが、この著書が完成した正確な年次は分かっていない。帰国後の周の生涯については、ほとんど何も知られていないが、1350年代までは存命であったと考えられている。